# St. Peter und Paul (Obermühlhausen)

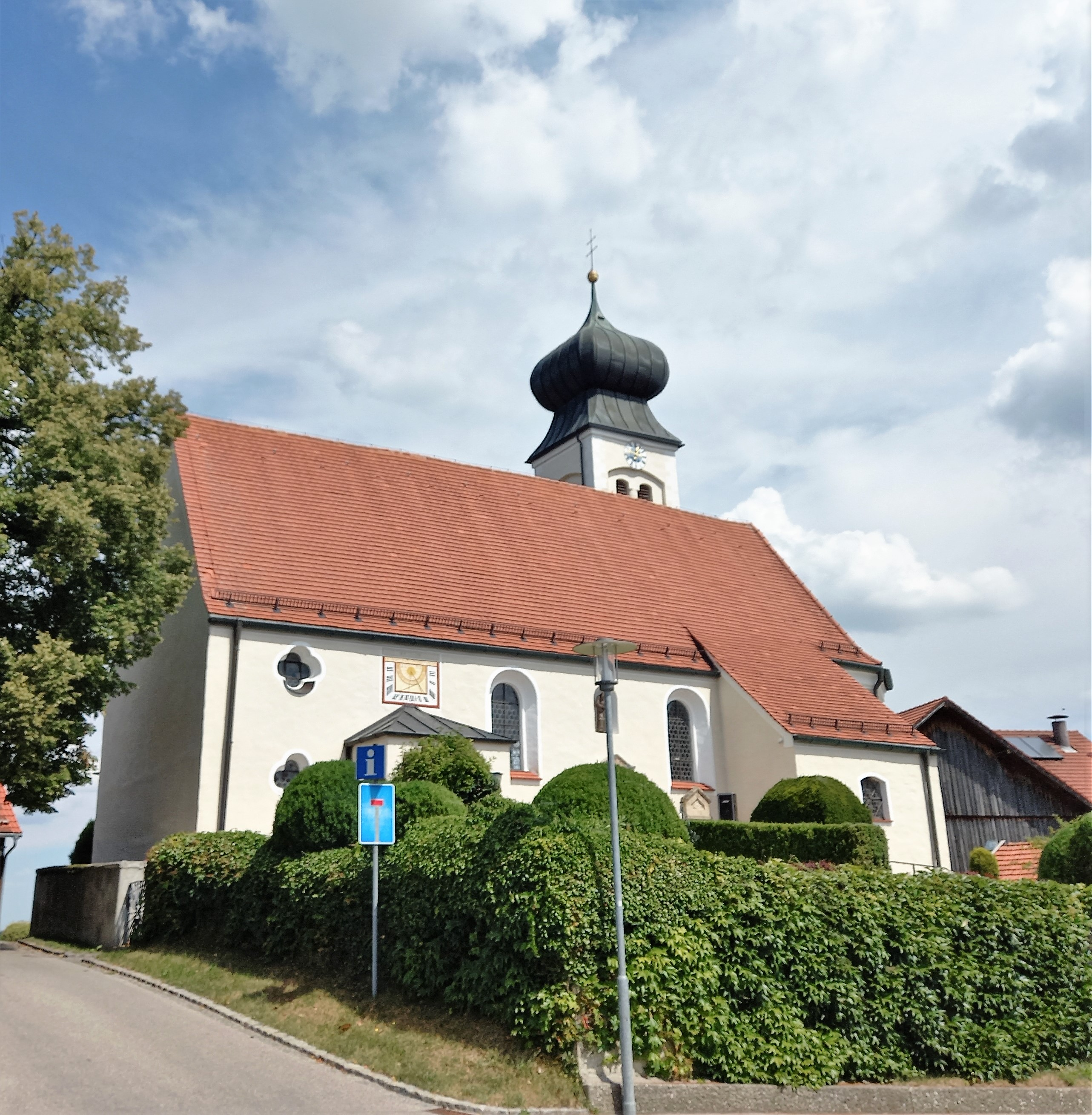
St. Peter und Paul in Obermühlhausen

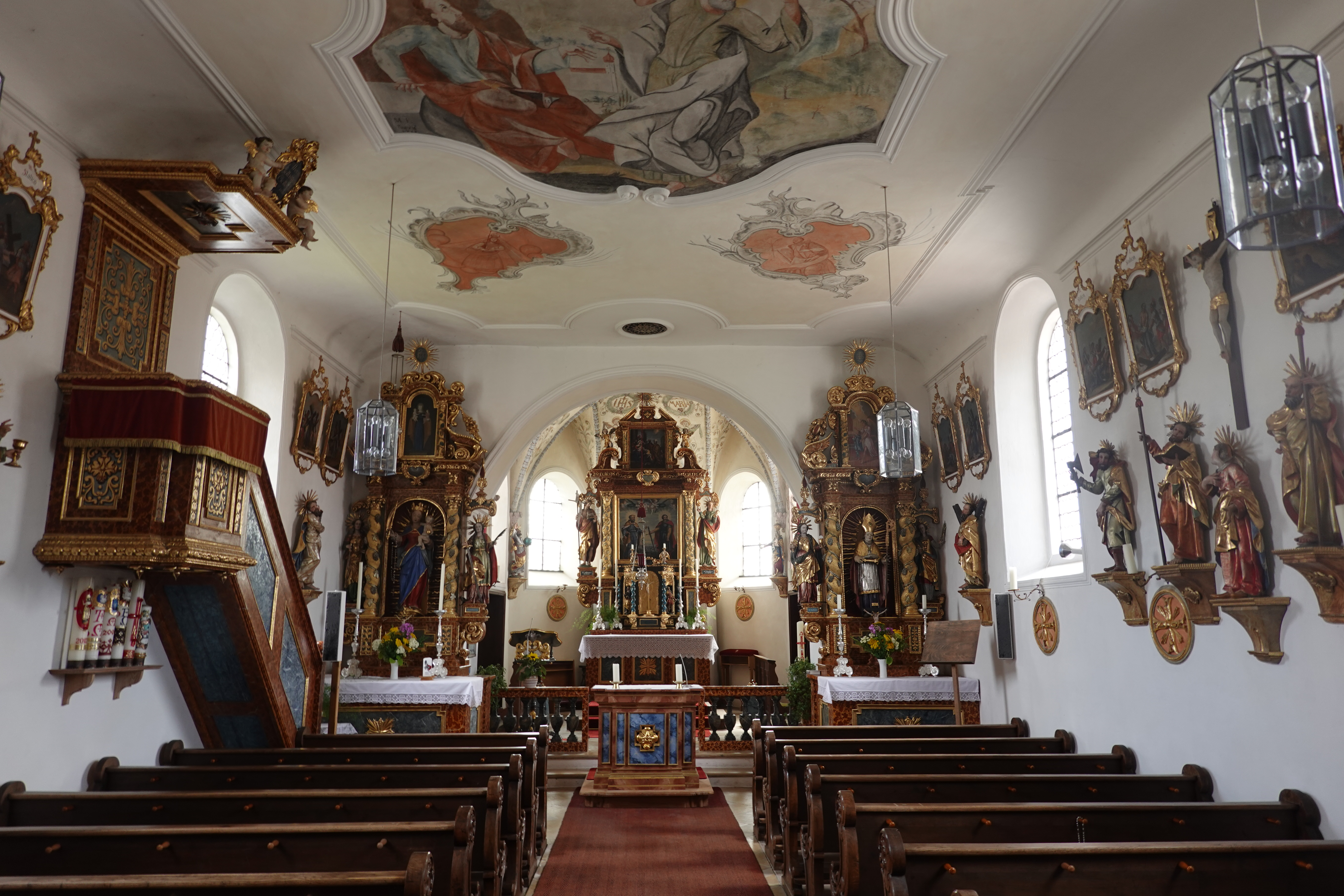
Innenraum

Die römisch-katholische Filialkirche St. Peter und Paul steht in Obermühlhausen, einem Gemeindeteil des Marktes Dießen am Ammersee im oberbayerischen Landkreis Landsberg am Lech. Die Kirche steht unter Denkmalschutz und wird in der Liste der Baudenkmäler in Dießen am Ammersee als Baudenkmal unter der Nr. D-1-81-114-80 geführt. Sie gehört als Filialkirche zur Pfarrei St. Nikolaus in Dettenschwang im Dekanat Landsberg (Bistum Augsburg).

## Beschreibung
Die im Kern spätmittelalterliche Saalkirche wurde im frühen 17. Jahrhundert überarbeitet. Sie besteht aus dem Langhaus, dem eingezogenen, dreiseitig geschlossenen Chor im Osten, der Sakristei unter dem Schleppdach des Chors an der Südwand und dem Chorflankenturm an der Nordwand. Im obersten Geschoss des mit einer gebauchten Haube bedeckten Turms befinden sich der Glockenstuhl und die Turmuhr. Ein Vorbau an der Südwand des Langhauses führt zum Portal; über dem Portal befindet sich eine Sonnenuhr, die ausweislich ihrer Aufschriften von 1698 stammt und 1978 restauriert wurde.
Die Deckenmalerei im Innenraum des Langhauses wurde 1768 ausgeführt. Der Chor ist vom Langhaus durch einen Chorbogen und eine Kommunionbank in barocker Gestaltung abgetrennt, vor dem Durchgang steht ein stilistisch angepasster Volksaltar. Auf dem Altarretabel des Hochaltars, der 1680 entstand, sind Simon Petrus und Paulus von Tarsus mit ihren Attributen dargestellt: St. Petrus mit den Schlüsseln (Mt 16,19 ) und St. Paulus mit dem Schwert als Hinweis auf seinen Tod durch Enthauptung. Es wird flankiert von Skulpturen des heiligen Johannes des Täufers (links) und des heiligen Evangelisten Johannes, im Altarauszug ist die Anbetung des neugeborenen Jesus durch die drei Weisen (Mt 2,1–12 ) zu sehen. Unter dem Retabel steht ein hoher Tabernakel mit vergoldeter Tür zwischen gedrehten blaue Säulen, an der linken Seite eine Figur des heiligen Josef von Nazaret, an der rechten Seite des heiligen Joachim.
Die Kirche hat zwei barocke Seitenaltäre an der Stirnseite des Langhauses beiderseits des Chorbogens: links mit einer Darstellung der Muttergottes mit Kind, eine Augsburger Arbeit, flankiert von Skulpturen der hl. Margareta und der hl. Katharina, rechts mit dem Bild des hl. Diözesanpatrons Ulrich von Augsburg, daneben Statuen der hl. Dorothea und der hl. Barbara; die Skulpturen an den Seitenaltären wurde 1680 geschaffen von dem Holzschnitzer Ambrosius Degler.
An der linken Seitenwand befindet sich eine hölzerne Kanzel mit ornamentaler goldener Zier, gekrönt von einem  Medaillon mit dem Bibelspruch „Wer aus Gott ist, der hört Gottes Wort“ (Joh 8,47 ). Darüber hinaus birgt die Kirche an den Seitenwänden des Langhauses eine Vielzahl von Bildern und Skulpturen, auf denen Jesus, verschiedene Heilige und die vierzehn Kreuzwegstationen dargestellt sind.

## Orgel
Eine erste Orgel mit vier Registern erbaute 1842 der Orgelbauer Joseph Frosch sen. aus München. Die heutige Orgel mit 12 Registern auf zwei Manualen und Pedal wurde von Orgelbauer Maximilian Offner (Kissing) im Jahr 1961 neu gebaut. Ihre Disposition lautet:
| I Manual C–g3 |       |
| Gedeckt       | 8′    |
| Gamba         | 8′    |
| Principal     | 4′    |
| Blockflöte    | 2′    |
| Mixtur III    | 1 ⁄3′ |

| II Manual C–g3 |      |
| Rohrflöte      | 8′   |
| Pommer         | 4′   |
| Principal      | 2′   |
| Nachthorn      | 1′   |
| Cymbel II      | 1⁄2′ |

| Pedal C–f1 |     |
| Subbaß     | 16′ |
| Zartbaß    | 16′ |

- Koppeln: II/I, I/P, II/P
- Spielhilfen: 1 freie Kombination, Tutti, Crescendo
- Bemerkungen: Kegellade, pneumatische Spiel- und Registertraktur, freistehender Spieltisch, Freipfeifenprospekt